# Internet Information Services
Microsoft Internet Information Services (spesso abbreviato in IIS) è un complesso di servizi server Internet per sistemi operativi Microsoft Windows.
Inizialmente distribuito come Option Pack per il sistema operativo Windows NT, venne poi integrato in Windows 2000 e Windows Server 2003. La versione 8.5, integrata in Windows Server 2012 R2, include i servizi server per i protocolli FTP, SMTP, NNTP e HTTP/HTTPS. Le prime versioni includevano anche un servizio per il protocollo Gopher. Le ultime versioni includono il pacchetto SEO Toolkit, una suite di programmi per l'ottimizzazione SEO dei motori di ricerca con funzionalità per la modifica dei metatag e parametri HTML/CSS/JS, generazione sitemaps / robots.txt, analisi del sito, configurazione dei crawler, impostazione di certificati di sicurezza lato server e altre operazioni di ottimizzazione sui motori di ricerca.

## Caratteristiche
L'applicazione server non è in grado, di per sé, di eseguire elaborazioni Server-side, ma ne delega l'esecuzione ad applicazioni ISAPI. Microsoft stessa fornisce una serie di applicazioni tra le quali il modulo per Active Server Pages ed ASP.NET. Altri sviluppatori hanno reso disponibili i moduli per il supporto ai linguaggi PHP e Perl.

## Compatibilità
IIS è stato sviluppato per funzionare sulla famiglia di sistemi operativi di Microsoft. Una versione limitata in grado di supportare un unico dominio ed un numero limitato di connessioni viene fornito nelle versioni personali di Windows dalla versione Windows 98 sotto il nome di Personal Web Server.

## Sicurezza
Per IIS negli anni passati sono stati segnalati numerosi security exploit, la gran parte dei quali pericolosa se non vengono applicati filtri adeguati alle applicazioni ISAPI. Microsoft, dalla versione distribuita con Windows Server 2003 ha disabilitato per default il supporto ad estensioni non utilizzate, rendendolo, di fatto, più sicuro nella configurazione standard.
Microsoft, inoltre, ha modificato gli account su cui viene eseguito il server. Nelle versioni precedenti la 6.0 tutte le operazioni venivano eseguite con le credenziali di amministrazione, permettendo agli exploit di ottenere il pieno controllo del sistema. Dalla versione 6.0 l'account è diventato un account di rete, con privilegi più limitati e quindi meno pericoloso.
Dopo circa 3 anni sul mercato, IIS 6 può vantare, rispetto ai Web Server concorrenti, solo 3 bug di sicurezza noti .
IIS 7.0 - incluso in Windows Vista - è ancora più sicuro anche grazie al fatto che è un server web modulare, composto da un server di base leggero a cui è possibile aggiungere più di 40 moduli funzionali che possono essere connessi al server di base. Tale aggiunta avviene in base a delle precise necessità del sistemista e pertanto espone il server a rischi minori.

## Versioni
- IIS 1.0, Windows NT 3.51 Service Pack 3
- IIS 2.0, Windows NT 4.0
- IIS 3.0, Windows NT 4.0 Service Pack 3
- IIS 4.0, Windows NT 4.0 Option Pack
- IIS 5.0, Windows 2000
- IIS 5.1, Windows XP Professional
- IIS 6.0, Windows Server 2003
- IIS 7.0, Windows Vista e Windows Server 2008
- IIS 7.5, Windows 7 e Windows Server 2008 R2
- IIS 8.0, Windows 8 e Windows Server 2012
- IIS 8.5, Windows 8.1 e Windows Server 2012 R2
- IIS 10.0 Windows 10 e Windows Server 2016

## Alternative
Sebbene il mercato dei server web sia controllato saldamente dalla soluzione Apache, IIS è riuscito, negli anni, a guadagnarsi una fetta di server pari a circa il 20% dei domini presenti Netcraft Survey. Altri concorrenti sono l'ambiente Solaris Operating Environment/Java EE e WebSphere di IBM.